# Linda Westerlind
Linda Katarina Westerlind, född 23 augusti 1991 i Örnsköldsvik, är en svensk socialdemokratisk politiker, debattör och journalist.

## Karriär
Westerlind var från juni 2014 tillförordnad ledarskribent för den socialdemokratiska dagstidningen Folkbladet Västerbotten. I mars 2015 blev hon tillsvidareanställd ordinarie ledarskribent och politisk chefredaktör vid samma tidning och blev därmed en av Sveriges yngsta politiska chefredaktörer genom tiderna och en av få kvinnor som innehavde en liknande position.
Innan Westerlind tillträdde tjänsten vid Västerbottens Folkblad, utbildade hon sig till fritidspedagog vid Umeå universitet och drev en politisk blogg på tidningens bloggportal.
Hennes ledare publiceras periodvis även i exempelvis socialdemokratiska Piteå-tidningen samt Värmlands Folkblad.
Westerlind har även sedan maj 2015 den politiska podcasten Politikdynamik tillsammans med Västerbottens-Kurirens liberala politiska chefredaktör Ola Nordebo.

## Utmärkande händelser

### Tom ledarsida efter Charlie Hebdo
Efter terrordådet mot satirtidningen Charlie Hebdos redaktion i januari 2015 valde Westerlind att publicera en tom ledarsida. Endast en ruta med följande text återfanns på ledarsidan: 
"Makt ska observeras, kritiseras och analyseras. Gränserna för det acceptabla måste utmanas för att samhället ska gå framåt. På grund av morden på de franska satirikerna på tidningen Charlie Hebdo i onsdags lämnar jag ledarsidan blank, som en påminnelse om vikten av det fria ordet och det tomrum som skapas när orden raderas"
Westerlind säger i en intervju med Dagens Media att beslutet fattades "för att uppmärksamma rätten till det fria orden, som vi ofta tar för given, och hur det ser ut när orden tystnar."

### Försvar av vandaliserad reklamkampanj
I augusti 2015 försvarade hon vandaliseringen av SD:s reklamkampanj på Östermalmstorgs tunnelbanestation.